# La Queue-les-Yvelines
La Queue-les-Yvelines település Franciaországban, Yvelines megyében. Lakosainak száma 2505 fő (2022. január 1.). La Queue-les-Yvelines Grosrouvre, Boissy-sans-Avoir, Galluis, Garancières és Millemont községekkel határos.

## Népesség
A település népességének változása:
| Lakosok száma | 2171 | 2189 | 2214 | 2180 | 2175 | 2199 | 2346 | 2381 | 2505 |
|               | 2013 | 2015 | 2016 | 2017 | 2018 | 2019 | 2020 | 2021 | 2022 |